# Juan de Fordun
Juan de Fordun (John of Fordun en inglés) († c. 1384) fue un cronista escocés. Está ampliamente aceptado que nació en la población de Fordoun, Mears. Se sabe con certeza que era un sacerdote seglar, y que compuso su historia a finales del siglo XIV; probablemente fue capellán en la catedral de Aberdeen.
El trabajo de Fordun es el primer intento por escribir una historia completa de Escocia. El celo patriótico de Fordun fue suscitado por la destrucción o eliminación de muchos documentos escoceses por parte del monarca Eduardo III de Inglaterra. Juan de Fordun viajó por Inglaterra e Irlanda recopilando información para su crónica.
Su trabajo se divide en cinco libros, y se le conoce como Chronica Gentis Scotorum. Los tres primeros libros son en su mayoría relatos fabulosos, y forman el trabajo preliminar sobre el que más tarde Hector Boece y George Buchanan basaron sus historias ficticias, que fueron expuestas por Thomas Innes en su Critical Essay (i. pp. 201-2,4). Los libros cuarto y quinto, a pesar de continuar mezclando fábula y realidad, contienen una gran cantidad de valiosa información, y son la crónica de la época del autor más cercana a la realidad. El quinto libro concluye con la muerte del rey David I de Escocia en 1153.
Además de estos cinco libros publicados sobre el año 1360, Fordun también escribió parte de otro libro, y recopiló materiales para continuar su historia sobre el periodo posterior. Estos materiales fueron usados por un continuador de su trabajo, que escribió a mediados del siglo XV, y que ha sido identificado con Walter Bower, abad del monasterio de Inchcolm. El texto añadido por Bower forma once libros, y la narración termina con la muerte del rey Jacobo I de Escocia en 1437. De acuerdo con la costumbre de la época, el continuador de la obra no vaciló en mezclar su propio trabajo con el de Juan de Fordun, y la obra entera fue compilada y conocida como el Scotichronicon (Crónica de Escocia).
La primera edición impresa del trabajo de Fordun fue impreso por Thomas Gate en su Scriptores quindecim (vol. iii.), que fue publicado en 1591. Este fue seguido por la edición de Thomas Hearne de 1722 en 5 volúmenes. El trabajo entero, incluyendo la continuación de Bower, fue publicada por Walter Goodall en Edimburgo en 1759. En 1871 y 1872, la crónica de Fordun, en su versión original en latín y en la traducción inglesa, fue editada por William Forbes Skene en The Historians of Scotland. El prefacio a aquella edición recopilaba todos los detalles biográficos y daba completas referencias sobre los manuscritos y el resto de ediciones.